# Radville
Radville är en ort i Kanada.   Den ligger i provinsen Saskatchewan, i den sydöstra delen av landet, 2 200 km väster om huvudstaden Ottawa. Radville ligger 622 meter över havet och antalet invånare är 860.
Terrängen runt Radville är huvudsakligen platt. Radville ligger nere i en dal. Trakten runt Radville är nära nog obefolkad, med mindre än två invånare per kvadratkilometer.. 
Trakten runt Radville består till största delen av jordbruksmark.